# Bobbi Jene (film)
Pour plus de détails, voir Fiche technique et Distribution.
Bobbi Jene  est un film documentaire danois réalisé par Elvira Lind, sorti en 2017.

## Synopsis
Le réalisatrice suit pendant 3 ans la danseuse américaine Bobbi Jene Smith pendant ses répétitions, ses spectacles et dans sa vie privée même lors de ses moments les plus intimes avec son jeune compagnon, Or Schraiber, danseur dans la même compagnie. Au début du documentaire, Bobbi Jene, âgée de 30 ans, est danseuse depuis 10 ans au Batsheva Dance Company à Tel-Aviv en Israël sous la direction d'Ohad Naharin. Elle décide alors de retourner aux États-Unis pour sortir d'une certaine routine et se produire dans ses propres chorégraphies. Bobbi Jane fait part de ses angoisses de quitter la compagnie et d'être éloignée de son ami malgré le plaisir de retrouver sa famille. À San-Francisco et à New-York, on assiste à ses essais de figures chorégraphiques, en salle mais aussi dans la rue. Elle retourne présenter son spectacle à Jérusalem où elle mime une scène d'amour, entièrement nue, sur un sac de sable. Son compagnon la retrouve aux États-Unis mais ne se résolvant à quitter ni son pays natal ni sa compagnie de danse, il repart en Israël pour un an.

## Fiche technique
- Titre : Bobbi Jene
- Réalisation : Elvira Lind
- Photographie : Elvira Lind
- Son : Martin Sandström
- Montage : Adam Nielsen
- Musique : Uno Helmersson

- Production : Sonntag Pictures, French Quarter Film

## Distinctions

### Récompenses
- Festival du film de Tribeca 2017 à New-York (États-Unis) : meilleur film documentaire[4]

- Festival du film de Philadelphie  : meilleur film documentaire[5]

### Sélections
- Festival international du film de La Roche-sur-Yon 2017 (France) : séances spéciales[6]
- Festival du nouveau cinéma de Montréal 2017 (Canada) : présentations spéciales[7]
- Visions du réel 2017 à Nyon (Suisse) : en compétition dans la section Grand Angle[8]
- Festival du film de Londres (Royaume-Uni) : en compétition dans la catégorie Documentaires[9]